# Stora Igeltjärnen (Äppelbo socken, Dalarna, 669601-140114)
Stora Igeltjärnen är en sjö i Vansbro kommun i Dalarna och ingår i Dalälvens huvudavrinningsområde.